# ウィリアム・アッカーマン
ウィリアム・アッカーマン（William Ackerman、1949年11月16日 - ）は音楽プロデューサー、作曲家、ギタリスト。ニューエイジ・ミュージックを発展させ大衆化させたウィンダム・ヒル・レコードの創始者である。日本でも1980年代当時キャニオンレコードから同レーベルのＣＤが発売され、ジョージ・ウィンストンやマイケル・ヘッジスなどのニューエイジ系アコースティック音楽を世に広めた。日本における「癒やし系音楽」ブームの切っ掛けにもなった。
ウィリアム・アッカーマンの作風は、叙情的で透明感のある自然回帰の作風である。アメリカの雪深い地方で限られた楽器のみで作られた音が侘び寂びにも通じるため、日本でも人気は高い。

## 概要
生まれは西ドイツであるが、両親はカリフォルニア州のパロアルト出身である。スタンフォード大学中退。
ウィンダム・ヒル・レコードの創始者であるアッカーマンは、このレーベルのアルバムの多くをプロデュースする傍ら、自身のアルバム「月に向かって(Conferring With The Moon)」や「パスト・ライト(Past Light)」「イマジナリー・ロード(Imaginary Roads)」などもリリースしている。

## 関連用語
- ウィンダム・ヒル・レコード
- ジョージ・ウィンストン
- ニュー・エイジ